# Le Bois (Savoie)
Le Bois is een plaats en voormalige gemeente in het Franse departement Savoie (regio Auvergne-Rhône-Alpes) en telt 270 inwoners (1999). De plaats maakt deel uit van het arrondissement Albertville. Le Bois is op 1 januari 2019 gefuseerd met de gemeenten Aigueblanche en Saint-Oyen tot de gemeente Grand-Aigueblanche. 

## Geografie
De oppervlakte van Le Bois bedraagt 5,6 km², de bevolkingsdichtheid is 48,2 inwoners per km².
De onderstaande kaart toont de ligging van Le Bois (Savoie) met de belangrijkste infrastructuur en aangrenzende gemeenten.

## Demografie
Onderstaande figuur toont het verloop van het inwonertal (bron: INSEE-tellingen).